# Hélder Postiga
Hélder Manuel Marques Postiga (Vila do Conde, Portugal, 2. kolovoza 1982.) je portugalski umirovljeni nogometaš i bivši nacionalni reprezentativac. Igrao je na poziciji napadača. S portugalskom reprezentacijom je na EURU 2004. nastupio u finalu turnira. Također, s nacionalnom selekcijom je igrao na tri europska (2004. 2008. i 2012.) te jednom svjetskom (2006.) prvenstvu.

## Karijera

### Klupska karijera
Igrač je počeo igrati nogomet u juniorima i B momčadi Porta, dok ga je trener Octávio Machado uveo u seniorsku momčad 2001. godine. Nakon što je klub preuzeo José Mourinho, Postiga je postao neizostavni član prve momčadi. S Portom je u sezoni 2002./03. osvojio dvostruko krunu (nacionalno prvenstvo i kup) dok je u Primeiri zabio 13 pogodaka. S druge strane, Mourinho ga nije koristio u finalu Kupa UEFA kojeg je klub osvojio te sezone.
Zbog dobrih igara, Postigu 2003. godine kupuje londonski Tottenham Hotspur za devet milijuna eura. Međutim, Portugalac se ondje nije uspio adaptirati na engleski stil igre tako da je za klub zabio svega dva pogotka (jedan protiv Liverpoola u prvenstvu i drugi protiv Manchester Cityja u Liga kupu). Zbog toga se nakon jedne sezone vraća u Porto. U dogovoru između Tottenhama i Porta, izvršena je razmjena igrača tako da je u London otišao Pedro Mendes čija je vrijednost tada procijenjena na 7,5 milijuna eura. Tijekom četverogodišnjeg razdoblja, Hélder Postiga je bio na kraćim posudbama u AS Saint-Étienneu i Panathinaikosu.
1. lipnja 2008. Postiga je šokirao portugalsku sportsku javnost potpisivanjem trogodišnjeg ugovora s rivalom Sportingom. Vrijednost transfera je iznosila 2,5 milijuna eura dok je lisabonski klub kupio 50% prava na igrača. Jedini značajniji uspjeh ostvaren s klubom u trogodišnjem razdoblju je osvajanje nacionalnog Superkupa 2008.
31. kolovoza 2011., na zadnji dan ljetnog transfernog roka, Postigu za milijun eura kupuje španjolska Real Zaragoza. Za novi klub je prva dva pogotka zabio 16. listopada 2011. u 2:0 pobjedi protiv Real Sociedada. Sezonu je završio kao Zaragozin najbolji strijelac dok se klub spasio od ispadanja. U drugoj sezoni Postiga je zabio 14 prvenstvenih pogodaka ali ovoga puta to nije spasilo momčad od ispadanja u Segunda Ligu.
Nakon što je Valencija prodala vlastitog napadača Roberta Soldada engleskom Tottenhamu, njegovu zamjenu je pronašla u Hélderu Postigi. Igrač je doveden u klub 8. kolovoza 2013. a vrijednost transfera je iznosila tri milijuna eura.Već sljedeći mjesec Portugalac je zabio dva pogotka za Valenciju u domaćem 3:2 porazu od katalonske FC Barcelone.
Tijekom zimskog prijelaznog roka krajem siječnja 2014. klub je čak trojicu igrača poslao na posudbu. Kolumbijski napadač Dorlan Pabón je otišao u brazilski São Paulo, Portugalac Hélder Postiga u rimski Lazio dok je Andrés Guardado do kraja sezone igrao za Bayer Leverkusen.

### Reprezentativna karijera
Postiga je za Portugal debitirao 12. veljače 2003. u prijateljskoj utakmici protiv Italije. U igru je ušao u 70. minuti umjesto Tiaga Mendesa a susret je također bio i debi za novog portugalskog izbornika Scolarija.
Unatoč lošoj sezoni u londonskom Tottenhamu, Scolari ga je ipak uveo na popis reprezentativaca za EURO 2004. Ondje je u četvrtfinalu uspio zabiti izjednačujući gol protiv Engleske. Nakon što se pitanje pobjednika odlučivalo na jedanaesterce, Hélder Postiga je uspio realizirati svoj kazneni udarac u stilu Panenke a Portugal se plasirao u polufinale turnira. Igrač je u konačnici s reprezentacijom stigao do samog finala gdje su neočekivano poraženi od Grčke.
Izbornik Scolari ga je poveo i na Svjetskom prvenstvu 2006. gdje je Portugal osvojio četvrto mjesto dok je na EURU 2008. uglavnom koristio kao igrača s klupe. Ondje je zabio izjednačujući gol protiv Njemačke, ali Elf je u konačnici pobijedio s 3:2.
17. studenog 2010. igrač je na prijateljskom susretu protiv tadašnjeg europskog i svjetskog prvaka Španjolske zabio dva gola u velikoj 4:0 pobjedi ostvarenoj na lisabonskom Estádio da Luzu.
EURO 2012. bilo je Hélderovo treće uzastopno europsko prvenstvo. Novi izbornik Paulo Bento koristio ga je kao prvog napadača dok je sam reprezentativac zabio gol protiv Danske u utakmici skupine. U četvrtfinalnom susretu protiv Češke, igrač je ozlijedio bedro zbog čega je propustio ostatak prvenstva.

#### Pogoci za reprezentaciju
| #   | Datum               | Mjesto                                         | Protivnik      | Pogodak | Rezultat | Natjecanje                          |
| --- | ------------------- | ---------------------------------------------- | -------------- | ------- | -------- | ----------------------------------- |
| 1.  | 13. lipnja 2003.    | Estádio Nacional, Lisabon, Portugal            | Bolivija       | 3 : 0   | 4 : 0    | Prijateljska utakmica               |
| 2.  | 13. lipnja 2003.    | Estádio Nacional, Lisabon, Portugal            | Bolivija       | 4 : 0   | 4 : 0    | Prijateljska utakmica               |
| 3.  | 5. lipnja 2004.     | Setúbal, Portugal                              | Litva          | 4 : 1   | 4 : 1    | Prijateljska utakmica               |
| 4.  | 24. lipnja 2004.    | Estádio da Luz, Lisabon, Portugal              | Engleska       | 1 : 1   | 2 : 2    | EURO 2004.                          |
| 5.  | 8. rujna 2004.      | Leiria, Portugal                               | Estonija       | 2 : 0   | 4 : 0    | Kvalifikacije za SP u Njemačkoj 06' |
| 6.  | 8. rujna 2004.      | Leiria, Portugal                               | Estonija       | 4 : 0   | 4 : 0    | Kvalifikacije za SP u Njemačkoj 06' |
| 7.  | 26. ožujka 2005.    | Estádio Cidade de Barcelos, Barcelos, Portugal | Kanada         | 3 : 0   | 4 : 1    | Prijateljska utakmica               |
| 8.  | 30. ožujka 2005.    | Bratislava, Slovačka                           | Slovačka       | 1 : 1   | 1 : 1    | Kvalifikacije za SP u Njemačkoj 06' |
| 9.  | 17. kolovoza 2005.  | Estádio de São Miguel, Ponta Delgada, Portugal | Egipat         | 2 : 0   | 2 : 0    | Prijateljska utakmica               |
| 10. | 2. lipnja 2007.     | Stadion kralja Baudouina, Bruxelles, Belgija   | Belgija        | 1 : 2   | 1 : 2    | Kvalifikacije za EURO 2008.         |
| 11. | 19. lipnja 2008.    | St. Jakob-Park, Basel, Švicarska               | Njemačka       | 2 : 3   | 2 : 3    | EURO 2008.                          |
| 12. | 12. listopada 2010. | Reykjavik, Island                              | Island         | 1 : 3   | 1 : 3    | Kvalifikacije za EURO 2012.         |
| 13. | 17. studenog 2010.  | Estádio da Luz, Lisabon, Portugal              | Španjolska     | 2 : 0   | 4 : 0    | Prijateljska utakmica               |
| 14. | 17. studenog 2010.  | Estádio da Luz, Lisabon, Portugal              | Španjolska     | 3 : 0   | 4 : 0    | Prijateljska utakmica               |
| 15. | 4. lipnja 2011.     | Estádio da Luz, Lisabon, Portugal              | Norveška       | 1 : 0   | 1 : 0    | Kvalifikacije za EURO 2012.         |
| 16. | 10. kolovoza 2011.  | Faro, Portugal                                 | Luksemburg     | 1 : 0   | 5 : 0    | Prijateljska utakmica               |
| 17. | 7. listopada 2011.  | Estádio do Dragão, Porto, Portugal             | Island         | 3 : 0   | 5 : 3    | Kvalifikacije za EURO 2012.         |
| 18. | 15. studenog 2011.  | Estádio da Luz, Lisabon, Portugal              | BiH            | 4 : 2   | 6 : 2    | Kvalifikacije za EURO 2012.         |
| 19. | 15. studenog 2011.  | Estádio da Luz, Lisabon, Portugal              | BiH            | 6 : 2   | 6 : 2    | Kvalifikacije za EURO 2012.         |
| 20. | 13. lipnja 2012.    | Arena Lavov, Lavov, Ukrajina                   | Danska         | 0 : 2   | 2 : 3    | EURO 2012.                          |
| 21. | 7. rujna 2012.      | Luxembourg, Luksemburg                         | Luksemburg     | 1 : 2   | 1 : 2    | Kvalifikacije za SP u Brazilu 14'   |
| 22. | 11. rujna 2012.     | Braga, Portugal                                | Azerbajdžan    | 2 : 0   | 3 : 0    | Kvalifikacije za SP u Brazilu 14'   |
| 23. | 16. listopada 2012. | Estádio do Dragão, Porto, Portugal             | Sjeverna Irska | 1 : 1   | 1 : 1    | Kvalifikacije za SP u Brazilu 14'   |
| 24. | 6. veljače 2013.    | Guimarães, Portugal                            | Ekvador        | 2 : 1   | 2 : 3    | Prijateljska utakmica               |
| 25. | 22. ožujka 2013.    | Ramat Gan, Izrael                              | Izrael         | 3 : 2   | 3 : 3    | Kvalifikacije za SP u Brazilu 14'   |
| 26. | 7. lipnja 2013.     | Estádio da Luz, Lisabon, Portugal              | Rusija         | 1 : 0   | 1 : 0    | Kvalifikacije za SP u Brazilu 14'   |
| 27. | 15. listopada 2013. | Coimbra, Portugal                              | Luksemburg     | 3 : 0   | 3 : 0    | Kvalifikacije za SP u Brazilu 14'   |

## Osvojeni trofeji

### Klupski trofeji
| Klub             | Trofej                | Sezona / godina |
| Portugal         | Portugal              | Portugal        |
| ---------------- | --------------------- | --------------- |
| Porto            | Portugalsko prvenstvo | 2002./03.       |
| Porto            | Portugalski kup       | 2003.           |
| Porto            | Portugalski Superkup  | 2004.           |
| Porto            | Portugalsko prvenstvo | 2005./06.       |
| Porto            | Portugalsko prvenstvo | 2006./07.       |
| Sporting Lisabon | Portugalski Superkup  | 2008.           |

### Reprezentativni trofeji
| Turnir         | Trofej | Godina |
| -------------- | ------ | ------ |
| EP u Portugalu | Srebro | 2004.  |

### Ordeni
Ordem de Nossa Senhora da Conceição de Vila Viçosa: 2006.

## Vanjske poveznice
- (engl.) National Football Teams.com